# Kolhapur (huyện)
Huyện Kolhapur là một huyện thuộc bang Maharashtra, Ấn Độ. Thủ phủ huyện Kolhapur đóng ở Kolhapur. Huyện Kolhapur có diện tích 7685 ki lô mét vuông. Đến thời điểm năm 2001, huyện Kolhapur có dân số 3515413 người.